# Campionati mondiali di taekwondo a squadre 2009
I Campionati mondiali di taekwondo a squadre 2009 si sono svolti dall'11 al 14 giugno al Baku Sports Hall di Baku, in Azerbaigian. È stata la 2ª edizione del torneo, organizzato dalla World Taekwondo.

## Podi
| Evento           | Oro           | Argento | Bronzo             |
| Torneo maschile  | Turchia       | Iran    | Azerbaigian Russia |
| Torneo femminile | Corea del Sud | Russia  | Turchia Marocco    |

## Medagliere
| Posiz. | Nazione       | Oro | Argento | Bronzo | Totale |
| ------ | ------------- | --- | ------- | ------ | ------ |
| 1      | Turchia       | 1   | 0       | 1      | 2      |
| 2      | Corea del Sud | 1   | 0       | 0      | 1      |
| 3      | Russia        | 0   | 1       | 1      | 2      |
| 4      | Iran          | 0   | 1       | 0      | 1      |
| 5      | Azerbaigian   | 0   | 0       | 1      | 1      |
| 5      | Marocco       | 0   | 0       | 1      | 1      |
| Totale | Totale        | 2   | 2       | 4      | 8      |